# Réserve naturelle de Maolan
La réserve naturelle de Maolan est une réserve de biosphère de l'Unesco située dans la province du Guizhou en Chine.